# Amylascus
Amylascus es un género de hongos tipo trufa en la familia Pezizaceae. El género contiene dos especies propias de Australasia, fue circunscripto por el micólogo James Trappe en 1971.